# Рудице (Клина)
Рудице (алб. Rudicë) је насеље у општини Клина, Косово и Метохија, Република Србија.

## Становништво
| Демографија | Демографија | Демографија |
| Година      | Становника  | Становника  |
| ----------- | ----------- | ----------- |
| 1948.       | 285         |             |
| 1953.       | 312         |             |
| 1961.       | 377         |             |
| 1971.       | 528         |             |
| 1981.       | 708         |             |
| 1991.       | 815         |             |